# الخطوط العريضة لكرة السلة
كرة السلة؛ هي لعبة كرة ورياضة جماعية يحاول فيها فريقان يتكوّن كل منهما من خمسة لاعبين تسجيل نقاط عن طريق رمي أو "إطلاق" كرة عبر قمّة طوق كرة السّلة مع اتّباع مجموعة من القواعد. منذ أن تم تطويرها بواسطة جيمس نايسميث باعتبارها لعبة لا تحتاج إلى اتّصال ويمكن لأي شخص تقريبًا لعبها، خضعت كرة السّلة للعديد من الاختلافات في القواعد المختلفة، وتطورت في النّهاية إلى لعبة بأسلوب الدوري الاميركي للمحترفين المعروفة اليوم. كرة السّلة هي واحدة من الرّياضات الأكثر شعبية ومشاهدة على نطاق واسع في العالم.

## قواعد اللعبة
- كرة سلة – الكرة المنفوخة المستخدمة في لعبة كرة السلة. يتراوح حجم كرات السلة عادةً من العناصر الترويجية الصغيرة جدًا (ربما يبلغ قطرها بضع بوصات فقط) إلى الكرات الكبيرة جدًا التي يبلغ قطرها قدمًا تقريبًا والتي تستخدم في التدريبات لزيادة مهارة اللاعبين. الحجم القياسي لكرة السلة للعب التنافسي للرجال هو 29.5 بوصة في محيط؛ وفي اللعب التنافسي للسيدات يبلغ المحيط 28.5 بوصة. تستخدم جميع المسابقات في لعبة نصف الملعب 3x3 ، سواء للرجال أو السيدات أو المختلطة، كرة مخصصة بمحيط كرة السيدات ووزن كرة الرجال.
  - صخر - الكرة
- ملعب كرة السلة - سطح اللعب، ويتكون من أرضية مستطيلة بها سلال في كلا الطرفين. في كرة السلة الاحترافية أو المنظمة، خاصة عندما يتم لعبها في الداخل، عادة ما تكون مصنوعة من الخشب الصلب، وغالبًا ما يكون من خشب القيقب، ومصقول للغاية.
  - المنطقة الخلفية - (1) نصف الملعب الذي يدافع عنه الفريق . عكس الساحة الأمامية. (2) حراس الفريق.
  - الجانب الكروي – نصف الملعب (مقسم طولياً) الذي تتواجد عليه الكرة. ويسمى أيضًا "الجانب القوي". عكس الجانب المساعدة.
  - حدود – الخط الذي يحدد حدود اللعب على طرفي الملعب . ويسمى أيضًا "خط النهاية".
  - حاجز – المربع الصغير المطلي على الأرض بجانب السلة خارج الممر مباشرة.
  - وسط البلد – حسنًا خارج خط النقاط الثلاث .
  - مفتاح – مسار الرمية الحرة ودائرة الرمية الحرة معًا (في الأصل، كان المسار أضيق من قطر الدائرة، مما أعطى المنطقة مظهر ثقب المفتاح الهيكلي )
  - خط – ممر الرمية الحرة .
  - خط من ثلاث نقاط - الخط الذي يفصل منطقة النقطتين عن منطقة النقاط الثلاث؛ أي تسديدة يتم تحويلها بعد هذا الخط يتم احتسابها كثلاث نقاط (باستثناء 3×3، حيث تستحق التسديدات من خارج القوس نقطتين، والرميات الحرة والتسديدات من داخل القوس تستحق نقطة واحدة). المسافة إلى خط الثلاث نقاط من مركز السلة تختلف حسب الدوري:
    - المدرسة الثانوية – 19.75 قدم (6.02 م)
    - نساء الرابطة الوطنية لرياضة الجامعات – 20.75 قدم (6.32 م)
    - الرجال الدوليون وNCAA - 21.65 قدم (6.60 م) إلى 22.13 قدم (6.75 م)
    - WNBA - 22 قدم (6.7 م) إلى 22.13 قدم (6.75 م)
    - الدوري الاميركي للمحترفين - 22 قدم (6.7 م) إلى 23.75 قدم (7.24 م)
- مقعد – (1) البدلاء يجلسون على مقاعد البدلاء، (2) مقاعد البدلاء أو الكراسي التي يجلسون عليها.
- اللوحة الخلفية - المنصة المستطيلة التي تعلق عليها السلة، ويبلغ قياسها 6 أقدام (182.9 سم) بمقدار 3.5 قدم (106.7 سم). توجد لوحة خلفية في نهاية كل طرف من الملعب.
- سلة - حافة فولاذية 18 بوصة (45.7 سم) بقطر مع شبكة مثبتة على اللوحة الخلفية. توجد سلة في طرفي الملعب.
  - حافة الانفصال - طوق يمكن أن ينحني قليلاً عندما يغمس اللاعب كرة السلة، ثم يعود على الفور إلى شكله الأصلي عندما يتركه اللاعب. فهو يسمح للاعبين بإلقاء الكرة دون تحطيم اللوحة الخلفية ، ويقلل من احتمالية حدوث إصابات في المعصم.
  - هوب – اسم آخر لـ “السلة”.
- ساعة النار - مؤقت مصمم لزيادة السرعة (وبالتالي النتيجة) من خلال مطالبة الكرة إما بلمس الحافة أو دخول السلة قبل انتهاء المؤقت، مما يؤدي إلى فقدان الاستحواذ. الحد الزمني هو 12 ثانية في 3x3؛ 24 في فيبا (فولكورت)، الدوري الاميركي للمحترفين، وWNBA؛ و 30 في لعب NCAA للرجال والسيدات. أنظر أيضاً الكرة الهوائية .

### ملابس
- قمة كرة السلة المفردة
- كم الاصبع - (ليس إلزاميا) ملحق يعزز القبضة على الكرة أثناء التسديد ويمنع الكرة من التدحرج أو الانزلاق إلى أعلى الأصابع.

قواعد كرة السلة
- كرة القفز – الطريقة المستخدمة لبدء أو استئناف اللعب في كرة السلة. يحاول لاعبان متعارضان السيطرة على الكرة بعد أن يتم رميها في الهواء بينهما من قبل الحكم (الحكم).
- رسمي - الشخص الذي يتحمل مسؤولية تطبيق القواعد والحفاظ على نظام اللعبة. ينطبق أيضًا على المسجلين ومراقبي الوقت، بالإضافة إلى الأفراد الآخرين الذين لهم دور نشط في الحفاظ على اللعبة.
- هدف ميداني من ثلاث نقاط – المعروف أيضًا باسم المؤشر الثلاثي ، وهو هدف ميداني يتم إجراؤه من وراء خط النقاط الثلاث، وهو قوس محدد يشع من السلة. تستحق المحاولة الناجحة ثلاث نقاط، على عكس النقطتين الممنوحتين للتسديدات التي تتم داخل خط النقاط الثلاث.
- قاعدة الثلاث ثواني – عندما يبقى اللاعب في المسار (انظر أعلاه) لمدة ثلاث ثوانٍ أو أكثر. تختلف العقوبات حسب الهجوم أو الدفاع.
- التسديدة الحرة تحدث عندما يتم ارتكاب خطأ على اللاعب مما يسمح له بالحصول على فرصة لتسديد كرتين واحدة تلو الأخرى.

### مخالفات الاخطاء
خطأ؛ انتهاك القواعد بخلاف انتهاك الأرضية ، بشكل عام عندما يحاول الّلاعب الاستفادة من الاتّصال الجسدي. يعاقب بتغيير في الاستحواذ أو فرص الرمية الحرة.
- حاجز – مخالفة يقف فيها المدافع أمام المراوغ ولكنه يظل يتحرك عند الاصطدام. يُطلق عليه أيضًا "خطأ الحظر".
- تكلفة – المخالفة التي يقوم فيها أحد اللاعبين بإجراء اتصال غير قانوني مع لاعب آخر لديه مركز ثابت. يُطلق عليه أيضًا "خطأ الشحن".
- خطأ صارخ - خطأ غير رياضي حيث لا توجد محاولة جادة للعب الكرة.
- خطأ شخصي - انتهاك القواعد المتعلقة بالاتصال الشخصي غير القانوني مع الخصم. هذا هو النوع الأكثر شيوعا من الأخطاء في كرة السلة. نظرًا لطبيعة اللعبة، تحدث الأخطاء الشخصية في بعض الأحيان ولا تعتبر دائمًا غير رياضية. ومع ذلك، يتم تصنيف خطأ الاتصال الذي يتضمن اتصالًا مفرطًا أو غير مبرر على أنه خطأ غير رياضي (أو في الدوري الاميركي للمحترفين، خطأ صارخ).
- خطأ هجومي – خطأ يرتكبه أحد أعضاء الفريق الذي يلعب هجومًا.
- خطأ فني - تم تقييم الخطأ بسبب سلوك عدم الاتصال غير الرياضي وبعض الانتهاكات الإجرائية (على سبيل المثال، وجود عدد كبير جدًا من اللاعبين على الأرض أو استدعاء مهلة عندما لا يبقى أي منهم). يعاقب بفقدان الحيازة بعد رمية حرة يمكن أن ينفذها أي عضو في الفريق المنافس. يُختصر كثيرًا بـ "تقني" أو "T."
- سلوك لا ينم عن روح رياضية - التصرف بطريقة غير لائقة أو غير مهنية، مثل القتال، والشتائم، والألفاظ النابية، والأخطاء الصارخة. يمكن معاقبة فريق المخالف من خلال رميات حرة يتم منحها للفريق الآخر يتبعها فقدان الاستحواذ، وعند التجاوزات المتكررة يمكن طرد المخالف من اللعبة.

#### الانتهاكات
انتهاك - مخالفة القواعد بالمخالفات مثل السّفر أو مخالفة الثلاث ثواني .
- انتهاك لمدة 24 ثانية - (NBAa، WNBA، FIBA) انتهاك لساعة التسديد.
- تدخل السلة – المخالفة التي تنطوي على أي مما يلي: [3] [4]

1. لمس الكرة أو أي جزء من السلة أثناء تواجد الكرة على حافة السلة أو داخل الأسطوانة الممتدة لأعلى من الحافة
2. الوصول إلى أعلى عبر السلة من الأسفل ولمس الكرة، سواء كان ذلك داخل الأسطوانة أو خارجها
3. السحب على حافة السلة للأسفل حتى تلامس الكرة قبل أن تعود إلى وضعها الأصلي.

- حمل - عندما يتوقف اللاعب مؤقتًا عن المراوغة، والكرة في إحدى يديه أو كلتيهما، ثم يستأنف المراوغة.
- مراوغة مزدوجة - يترتب على أحد الأفعال الآتية فقدان الحيازة:

1. - مراوغة الكرة بكلتا اليدين في نفس الوقت
2. للمراوغة، توقف، ثم ابدأ بالمراوغة مرة أخرى

- انتهاك المنطقة الخلفية -

1. لمس الكرة في المنطقة الخلفية بعد دخولها المنطقة الأمامية ولم يلمسها الفريق الآخر آخر مرة.
2. الفشل في نقل الكرة من المنطقة الخلفية إلى المنطقة الأمامية خلال الوقت المخصص وهو 8 ثواني في الدوري الاميركي للمحترفين (10 ثواني سابقا) و10 ثواني في أي مكان آخر. لاحظ أنه في اللعب النسائي للرابطة الوطنية لرياضة الجامعات، لم يكن هذا الانتهاك موجودًا حتى موسم 2013-2014.

- قاعدة الخمس ثواني – وتسمى أيضًا انتهاك الخمس ثوانٍ ، وهي قاعدة تساعد على تعزيز اللعب المستمر. الحالات التي قد يحدث فيها انتهاك لمدة خمس ثوان هي:
  - انتهاك رمية التماس لمدة خمس ثوان - الفريق الذي يحاول تنفيذ رمية التماس لديه إجمالي خمس ثوان لإطلاق الكرة نحو الملعب. [5]
    - بداية العد والرمية: عندما تكون كرة السلة تحت تصرف فريق رمية الإدخال (عادة ما ترتد أو يتم تسليمها لفريق رمية التماس من قبل المسؤول ).
    - ركلة الجزاء = خسارة الكرة: يتم منح رمية تماس للخصم عند الرمية السابقة في نقطة الجزاء.

  - انتهاك يخضع لحراسة مشددة لمدة خمس ثوانٍ - عندما يتم حراسة اللاعب الذي لديه الكرة عن كثب لمدة خمس ثوان.
    - ركلة الجزاء = فقدان الكرة: يحصل الفريق المنافس على رمي الكرة من نقطة خارج الحدود الأقرب إلى المخالفة.

  - خمس ثواني لانتهاك السلة (الدوري الاميركي للمحترفين فقط) -
    - ركلة الجزاء = خسارة الكرة: يمنح الخصم الكرة عند تمديد خط الرمية الحرة.

  - انتهاك الرمية الحرة لمدة خمس ثوان - بموجب قواعد الاتحاد الدولي لكرة السلة، يجب على منفذ الرمية الحرة أن يرمي الكرة نحو الطوق خلال خمس ثوانٍ بعد أن يضعها الحكم تحت تصرفه. [6]
    - ركلة الجزاء = خسارة التسديدة واحتمال خسارة الكرة: التسديدة الناجحة لا تحتسب. تُمنح الكرة للخصم عند خط الرمية الحرة ما لم تتبعها رمية حرة أخرى أو ركلة جزاء حيازة. [7]
- حراسة المرمى – مخالفة التدخل في الكرة عندما تكون في طريقها للسلة وهي (أ) في طريقها للأسفل، (ب) فوق الحافة بالكامل ولديها إمكانية دخول السلة، و (ج) عدم اللمس الحافة. [8] [9] [10]
- مرارا وتكرارا – انظر مخالفة المنطقة الخلفية (1)
- قاعدة الثلاث ثواني – يتطلب ألا يبقى اللاعب في المنطقة المحظورة للخصم لأكثر من ثلاث ثوان متتالية بينما يكون فريقه مسيطرًا على كرة حية في المنطقة الأمامية وتكون ساعة المباراة قيد التشغيل. [11]
- سفر - تحريك القدم المحورية بشكل غير قانوني أو السقوط على الأرض دون الحفاظ على القدم المحورية (تختلف القواعد الدقيقة).

## تلعب لعبة

### مشاركون

#### اللاعبين
- الكرة خنزير - اللاعب الذي لا يمرر الكرة، ويسدد الكرة أكثر من أي شخص آخر.
- كبناء - الشخص الذي يطلق النار بشكل متكرر على الطوب (يخطئ).
- الرجل السادس (أيضًا المرأة السادسة أو اللاعب السادس) - اللاعب الذي لا يبدأ أساسيًا، ولكنه بشكل عام هو أول شخص يجلس على مقاعد البدلاء، وغالبًا ما تكون لديه إحصائيات مماثلة لإحصائيات اللاعبين الأساسيين.

##### المواقف
موقع كرة السلة؛ الموقع العام في الملعب والّذي يكون كل لاعب مسؤولاً عنه. يتمّ وصف الّلاعبين عمومًا حسب المركز (أو المراكز) الّتي يلعبونها، على الرّغم من أنّ القواعد لا تحدد أي مراكز. تعتبر المواضع جزءًا من الإستراتيجية التي تطورت للعب اللعبة، ومصطلحات لوصف اللعب.

###### المناصب الأولية
- مراكز الخط الخلفي:
  - يحمي - أحد مراكز اللاعبين الثلاثة القياسية. اليوم، يتم تصنيف الحراس عادة إلى فئتين رئيسيتين:
    - نقطة حراسة - يتمتع بمهارات قوية في التعامل مع الكرة وتمريرها ويستخدم عادةً في تنفيذ الهجوم.
    - اطلاق النار على الحارس - كما يوحي الاسم، هم بشكل عام أفضل الرماة في الفريق، وغالبًا ما يكونون أفضل الهدافين في فرقهم.
- مواقع الساحة الأمامية:
  - مركز - أحد مراكز اللاعبين الثلاثة القياسية. يعد لاعبو الوسط عمومًا أطول اللاعبين على الأرض، وهم المسؤولون بشكل أساسي عن التسجيل والارتداد والدفاع بالقرب من السلة.
    - المحور – اسم آخر للمركز

  - إلى الأمام - أحد مراكز اللاعبين الثلاثة القياسية. المهاجمون مسؤولون بشكل أساسي عن التسجيل والارتداد.
    - قوة إلى الأمام - الوضعية التي تلعب دوراً مشابهاً لدور المركز فيما يسمى "بالمنشور" أو "الكتل المنخفضة". عادةً ما يلعب مهاجمو القوة بشكل هجومي مع ظهورهم للسلة ويضعون أنفسهم بشكل دفاعي تحت السلة في دفاع المنطقة أو ضد مهاجم القوة المنافس في دفاع رجل لرجل.
    - صغير إلى الأمام – عادةً ما يكون هؤلاء اللاعبون أصغر حجمًا وأسرع من مهاجمي القوة، ويلعبون عمومًا بطريقة هجومية في مواجهة السلة، وغالبًا ما يهاجمون السلة عند الهجوم. كما هو الحال مع حراس التسديد، غالبًا ما يكون المهاجمون الصغار من بين أفضل الهدافين في فرقهم. دفاعيًا، سيلعبون على محيط دفاع المنطقة، أو ضد خصم مماثل جسديًا في مباراة رجل لرجل.

###### توينرز
توينر ؛ لاعب قادر على اللعب في مركزين، لكنّه ليس مناسبًا بشكل مثالي للعب في أيّ مركز على وجه الحصر، لذلك يقال إنّه يقع في المركزين. يمتلك توينر مجموعة من المهارات الّتي لا تتناسب مع الوضع التّقليدي لمكانته البدنيّة. توينرز تشمل:
- حارس كومبو – يجمع بين ميزات كل من نقطة الحراسة وحارس الرماية .
- مركز للأمام - مركز اللاعبين الذين يلعبون أو لعبوا في كل من الهجوم والوسط على أساس ثابت. عادة، هذا يعني قوة الهجوم والوسط، حيث أن هذين المركزين عادة ما يكونان أكبر مركزين للاعب في أي فريق كرة سلة، وبالتالي يتداخلان في كثير من الأحيان مع بعضهما البعض.
- نشير إلى الأمام – مهاجم يتمتع بمهارات قوية في التعامل مع الكرة وتمريرها ويمكن استدعاؤه لتوجيه هجوم الفريق.
- تمتد أربعة – لاعب قادر على اللعب في أي من المركزين الأماميين. مصطلح مشتق من مفهوم قوة الهجوم ("4") القادرة على "تمديد" الدفاع بقدرة تسديد خارجية.
- سوينجمان - لاعب قادر على اللعب إما كحارس أو مهاجم صغير.

#### المدربين
مدرب -
- مدرب كرة سلة –

### إستراتيجية
- جريمة برينستون - استراتيجية هجومية تؤكد على الحركة المستمرة، والتمرير، وقطع الأبواب الخلفية، والعمل الجماعي المنضبط. تم استخدامه وإتقانه في جامعة برينستون بواسطة بيت كاريل ، على الرغم من أن جذوره يمكن إرجاعها إلى فرانكلين "كابي" كابون ، الذي درب كرة السلة للرجال في برينستون تايجرز في أواخر الثلاثينيات.
- 1-3-1 الدفاع/الهجوم -
- دفاع الصندوق وواحد - دفاع مشترك يلعب فيه أربعة مدافعين في منطقة مربعة والمدافع الخامس يحرس لاعبًا واحدًا رجل لرجل.
- جريمة الاستمرارية - نمط الحركة، والقطع، والشاشات، والتمريرات التي تؤدي في النهاية إلى العودة إلى التشكيل الأساسي، والتكرار.
  - جريمة مرنة -
  - خلط ورق اللعب -
- هاك شاك - استراتيجية ارتكاب خطأ شخصي بشكل متعمد ومتكرر ضد لاعب ماهر يسدد رميات حرة بشكل سيئ. "شاك" يشير إلى شاكيل اونيل .
- قواعد الأردن -
- الدفاع رجل لرجل - دفاع يقوم فيه كل لاعب بحراسة لاعب منافس واحد. أنظر أيضا الدفاع عن المنطقة .
- جريمة الحركة - فئة الهجوم التي تتضمن سلسلة من القطع والشاشات لإنشاء أفضل لقطة ممكنة، مع تحرك معظم أو كل اللاعبين المهاجمين في وقت واحد.
- كرة نيلي - هجوم سريع الوتيرة يعتمد على لاعبين أصغر حجمًا وأكثر رياضية يمكنهم التفوق على خصومهم والقيام بمحاولات أكثر من ثلاث نقاط. تم تطويره بواسطة مدرب الدوري الاميركي للمحترفين دون نيلسون . [12] تكون هذه الجريمة أكثر فاعلية ضد الفرق التي لا تتمتع بالقدرة الرياضية أو القدرة على التسديد لمواكبة الوتيرة السريعة.
- دفاع خط الحزمة - نظام دفاعي من رجل لرجل حيث يقوم أحد اللاعبين بالضغط على الكرة بينما يقوم اللاعبون الأربعة الآخرون "بالتعبئة" للأسفل داخل "خط" حوالي 2 قدم (0.6 م) داخل القوس الثلاثي النقاط، بقصد إيقاف اختراق المراوغة.
- تشغيل وبندقية - الهجوم والدفاع المشترك حيث يطبق الفريق ضغطًا مستمرًا على كامل الملعب، بينما يحرك الكرة للأمام بأسرع ما يمكن وينفذ أول تسديدة متاحة، غالبًا ما تكون ثلاثية.
  - نظام غرينيل – تطوير إضافي لهذا الأسلوب، أنشأه المدرب الرئيسي لكلية غرينيل ديفيد أرسينولت . الميزة الأكثر لفتًا للانتباه في هذا النظام هي أنه يتم عادةً استبدال وحدات كاملة مكونة من خمسة لاعبين كل 45 إلى 90 ثانية، بطريقة مشابهة لتحول هوكي الجليد .
- خلط ورق اللعب -
- كرة صغيرة - استراتيجية تعتمد على وضع لاعبين قصار القامة في الملعب، بشكل عام لاعبين غير داخليين (المركزين 4 و5)
- جريمة المثلث - استراتيجية هجومية تهدف إلى تبادل ثلاثة مراكز (أحيانًا الخمسة جميعها)، وخلق تباعد بين اللاعبين والسماح لكل واحد منهم بالتمرير إلى أربعة من زملائه في الفريق. تم إنشاؤه في الأصل من قبل المدرب الرئيسي لجامعة جنوب كاليفورنيا سام باري ، تم تحسين هذه الجريمة لاحقًا وإتقانها من قبل أحد لاعبي باري السابقين، والكلية البارزة ومدرب الدوري الاميركي للمحترفين تكس وينتر .
- مثلث واثنين من الدفاع - تشبه لعبة "صندوق وواحد"، باستثناء أنه في هذا الاختلاف، يلعب ثلاثة مدافعين (عادة لاعبي المنطقة الأمامية) في تشكيل مثلث بينما يلعب المدافعان الآخران (عادة الحراس) رجل لرجل.
- UCLA جريمة ما بعد عالية -
- دفاع المنطقة-

- قطع الباب الخلفي - اللعب الهجومي الذي يبتعد فيه اللاعب الموجود على المحيط عن السلة، ويسحب المدافع، ثم يقطع فجأة إلى السلة خلف المدافع لتمرير. عكس قطع V .
- شاشة خلفية – لعب هجومي يأتي فيه اللاعب من القائم المنخفض ليضع شاشة للاعب على محيط المرمى.
- شاشة الكرة - اللعب الهجومي الذي يقوم فيه اللاعب بوضع شاشة على المدافع الذي يحرس اللاعب بالكرة.
- اللعب الأساسي خارج الحدود - اللعب الذي يستخدم لإعادة الكرة إلى الملعب من خارج خط الأساس على طول سلة الخصم.
- مجموعة الصناديق – تشكيل يقوم فيه أربعة لاعبين بمحاذاة أنفسهم كزوايا المربع الأربعة. غالبًا ما تستخدم في عمليات اللعب الأساسية خارج الحدود.
- حركة محرك سال لعابه - مخالفة تنشر اللاعبين لفتح الممر لقيادة اللاعب للقيام برمي الكرة أو الركل لمؤشر ثلاثي.
- استراحه سريعه - تكتيك هجومي يحاول فيه الفريق التقدم بالكرة والتسجيل في أسرع وقت ممكن، مما لا يمنح الفريق الآخر أي وقت للدفاع بفعالية. في كثير من الأحيان نتيجة لسرقة أو تسديدة مسدودة.
  - يطير استراحة سريعة - بعد محاولة التسديد، لا يقوم اللاعب الذي يحرس الرامي بالتصدي أو الارتداد ، بل يركض في الملعب بحثًا عن تمريرة من زميله في الفريق المرتد ليسجل نتيجة سريعة.
- اللعب بأربع نقاط - لعبة نادرة يتم فيها ارتكاب خطأ ضد لاعب لكنه يكمل تسديدة ثلاثية ثم يقوم بالرمية الحرة الناتجة.
- دفاع نصف الملعب - جزء من اللعب الدفاعي للفريق الذي يتم إجراؤه مع وجود كلا الفريقين في مواقع ثابتة. انظر أيضًا الدفاع الانتقالي .
- جريمة نصف الملعب – جزء من اللعب الهجومي للفريق الذي يتم إجراؤه مع وجود كلا الفريقين في مراكز ثابتة. انظر أيضًا جريمة الانتقال .
- هجوم ممفيس - اسم آخر لحركة المراوغة، انتشرت الجريمة في أوائل العقد الأول من القرن الحادي والعشرين في جامعة ممفيس .
- اختيار والبوب - اللعب الهجومي المشتق من لعبة الالتقاط واللف الكلاسيكية. بدلاً من التدحرج نحو السلة، يتحرك اللاعب الذي يقوم بالاختيار إلى منطقة مفتوحة من الملعب لتلقي تمريرة من لاعب الكرة و"يطلق" تسديدة قفز.
- اختر ولفة - مسرحية يقوم فيها اللاعب الذي ليس هو حارس النقطة بتعيين اختيار لحارس النقطة، ويتدحرج إلى الطوق.
- اللعب بثلاث نقاط

1. مسرحية يتم فيها ارتكاب خطأ ضد أحد الرامي أثناء تسديده من نقطتين ثم يقوم بتنفيذ الرمية الحرة الناتجة. أنظر أيضا وواحد .
2. عندما يتم ارتكاب خطأ على أحد الرامي أثناء تسديد تسديدة من ثلاث نقاط لكنه يخطئ ثم يقوم بتنفيذ الرميات الحرة الثلاث. هذا أمر نادر الحدوث.

- الدفاع الانتقالي - جزء من اللعب الدفاعي للفريق يتم إجراؤه عندما يستحوذ الفريق الآخر على الكرة لأول مرة ويتقدم إلى أعلى الملعب، قبل أن يستقر كلا الفريقين على مواقعهما. يشمل الدفاع ضد فواصل سريعة . انظر أيضًا الدفاع بنصف الملعب .
- جريمة انتقالية - جزء من اللعب الهجومي للفريق يتم إجراؤه عند الحصول على الكرة لأول مرة من الفريق الآخر والتقدم إلى أعلى الملعب، قبل أن يستقر كلا الفريقين على مواقعهما. يشمل فواصل سريعة . انظر أيضًا أخطاء نصف الملعب .

### التحركات
حركات كرة السلة؛ الحركات الفرديّة الّتي يستخدمها لاعبو كرة السّلة لتمرير المدافعين للوصول إلى السّلة أو للحصول على تمريرة نظيفة إلى زميل في الفريق.
- رمية حرة -
- خطوة متقدمة - الخطوة التي تخطو فيها قدم المدافع نحو رجله وتنزلق القدم الخلفية للأمام.
- كرة الهواء – تسديدة غير محظورة تفشل في ضرب الحافة أو اللوحة الخلفية. لا يتم إعادة ضبط ساعة اللقطة.
- تمريرة جوية – تمريرة مباشرة في الهواء إلى المتلقي. انظر أيضًا التمريرة المرتدة .
- زقاق OOP - مسرحية هجومية يقوم فيها اللاعب برمي الكرة بالقرب من السلة إلى زميله في الفريق (أو في حالات نادرة لنفسه) الذي يقفز ويلتقط الكرة في الهواء ويسجل على الفور السلة، عادة بضربة قوية.
- خطوة اليورو - حركة هجومية يقوم فيها اللاعب، بعد التقاط المراوغة، باتخاذ خطوة في اتجاه واحد والخطوة الثانية المسموح بها في اتجاه مختلف أثناء القيادة إلى الحافة.
- هدف ميداني - التسديدة من أي مكان في الملعب، ولا تشمل الرميات الحرة.
- على الظهر - خطأ يرتكبه اللاعب الذي يحاول ارتداد الكرة عن طريق دفع أو تحريك أو التسلق على ظهر اللاعب الذي هو بالفعل في وضع يسمح له بارتداد الكرة.
- الانتعاش - الحصول على الكرة بعد فشل محاولة التصويب الميدانية.

#### الحظر وحركة القدمين
- قطع الموز - قطع عريض ومنحني، على عكس القطع الذي يكون خطًا مستقيمًا.
- قطع السلة - قطع نحو السلة.
- شاشة عمياء - شاشة موضوعة مباشرة خلف المدافع حيث لا يستطيع اللاعب رؤيتها.
- حاجز - لترجيح أو إبعاد تسديدة مطلق النار، وتغيير طيرانها بحيث تفشل التسديدة. * حجب – التواصل مع لاعب منافس لتحديد وضعية الارتداد بين اللاعب والكرة. يُطلق عليه أيضًا "صندوق الخروج".
- خارج الصندوق - انظر الحظر.
- صدم القاطع - الوقوف في طريق اللاعب الذي يحاول قطع الكرة لتمريرها.
- دينجل - سرقة تؤدي بسرعة إلى النتيجة.
- مزق ج – حركة تستخدم أثناء تسديد الكرة لخلق مساحة أثناء الدوران بين لاعب مهاجم ولاعب دفاعي. قم بالتمحور نحو المدافع وتمزيق الكرة على شكل حرف C بعيدًا عن الضغط لإنشاء ممر تمرير.
- الشاشة، اضبط الشاشة - (v) محاولة منع أحد المدافعين من حراسة زميله في الفريق من خلال الوقوف في طريق المدافع. يجب أن يظل لاعب الفحص ثابتًا: الشاشة المتحركة تعتبر خطأ هجوميًا. (ن) تكتيك وضع الشاشة. ويسمى أيضًا "اختيار".
- خطوة غير سليمة - تمرين إحماء شائع حيث تقوم بخلط قدميك وتجرجرهما بحركة سريعة الحركة على طول الأرضية. من المفترض أن يؤدي هذا الإحماء إلى إبقاء اللاعبين في حالة تأهب ومساعدتهم على الاستعداد للدفاع عن اللاعبين في لعبة حقيقية، نظرًا لأن خطوة التلعثم هي نسخة أصغر من خلط الأوراق.

#### دحرجة الكرة
المناورة - لترتدّ الكرة بشكل مستمر. مطلوب من أجل اتخاذ خطوات مع الكرة.
- ملفوف - في الالتفاف، يقوم لاعب الكرة بمراوغة الكرة خلف ظهره، ويحولها إلى يده الأخرى. يمكن استخدام هذه الحركة عندما يحاول المدافع السرقة، مما يسمح للاعب الكرة بالبدء في التحرك للأمام بينما يتحرك الدفاع. تتضمن حركة كرة الشارع التي تحمل الاسم نفسه تأرجح الكرة حول جسم الخصم.
- الخطوة تدور - في حركة الدوران، يقوم لاعب الكرة بتدوير جسده لتغيير الاتجاه ووضع جسده بين الكرة والمدافع. يمكن استخدام حركة الدوران أثناء المراوغة (عندما يطلق عليها أيضًا المحور العكسي) أو في موضع القائم، حيث يتم استخدامها غالبًا عدة مرات أثناء المباراة. يمكن أن تؤدي هذه الخطوة أيضًا إلى ترك لاعب الكرة مشوشًا إلى حد ما، أو أن يتفاجأ بالمدافع بعد فقدان الاتصال بالعين.
- مراوغة كروس - في المراوغة المتقاطعة، يغير لاعب الكرة سرعته لإرباك المدافع أو تجميده. يتم استخدامه أيضًا لاختلال توازن المدافع لتسهيل مراوغة اللاعب الذي يمسك الكرة أمام المدافع. غالبًا ما يتم تنفيذ هذه الخطوة بواسطة لاعبي الشوارع. في الدوري الاحترافي، من المعروف أن لاعبين مثل ألين إيفرسون وجيسون ويليامز وتيم هارداواي يستخدمون هذه الحركة من أجل إنشاء رمية ركنية سهلة أو تسديدة قفز. تكون هذه الحركة أكثر فاعلية في مواقف اللعب على أرض مفتوحة، حيث يكون من السهل هز المدافع أو "مداعبته" بتمريرة عرضية بسيطة. إذا تم القيام بذلك بشكل صحيح، فسوف يتفاجأ المدافع، ولن يتمكن من تغيير الاتجاهات. في بعض الأحيان، يسقط المدافع؛ وهذا ما يسمى الكسارة الكاحل.
- مراوغة من الخلف - حركة أساسية يقوم فيها لاعب الكرة ببساطة بقذف الكرة خلف الظهر إلى اليد المعاكسة، ولكن لاحظ أن الكرة ليس المقصود منها أن تدور حول الجسم كما في "الالتفاف" الأساسي. تُستخدم هذه الخطوة لتجنب الشريط السهل أو "المماطلة" أو "الاختيار". يمكن استخدامه لتجنب الضربة السهلة كبديل لترتد الكرة أمام المراوغ من أجل تنفيذ عرضية صعبة. المماطلة تعني التغاضي عن ما يمكن إعداده في الملعب مع الحفاظ على السيطرة على الكرة. الالتقاط هو تقريبًا نفس المماطلة ولكن الالتقاط مستمر، مما يعني أن الكرة ترتد ذهابًا وإيابًا خلف الظهر؛ يمكن أيضًا إجراء الاختيار بين الساقين. سيكون الخيار الأفضل لوقت استخدام هذه الحركة هو في حالة عدم توفر زميل في الفريق، أو التفوق على المدافع، أو دفع الكرة بالقرب من الطوق بسبب عدم وجود مساحة بين لاعب الكرة والمدافع.

يمر فعل؛ رمي الكرة لزميله في الفريق. اسم؛ فعل المرور.
- يساعد - تمريرة إلى زميل في الفريق يسجل سلة مباشرة أو بعد مراوغة واحدة.
- الكرة وهمية - حركة مفاجئة من قبل اللاعب بالكرة بقصد جعل المدافع يتحرك في اتجاه واحد، مما يسمح للممرر بالمرور في اتجاه آخر. يُطلق عليه أيضًا "التمرير المزيف".
- عكس الكرة - تمرير الكرة من أحد جانبي الملعب إلى الجانب الآخر.
- تمريرة البيسبول – وتسمى أيضًا تمريرة الرمح ، وهي تمريرة طويلة يرمي فيها المارة الكرة بيد واحدة، كما لو كانت كرة بيسبول أو كرة قدم. نادرًا ما يتم استخدامه، بشكل أساسي لإعداد مسرحيات اللحظة الأخيرة من الموقف الداخلي الأساسي.
- خلف الظهر – تم التعامل مع هدف خلف ظهر المارة. عادةً ما يتم ذلك لإرباك المدافع، حيث يمكن أن ترتد التمريرات من الخلف عن الأرض أو تمرر مباشرة إلى صدر زميل في الفريق. ومع ذلك، فإن معظم التمريرات من الخلف تكون مباشرة. وقد اشتهر إيرل مونرو بهذه الخطوة. يستخدم ستيف ناش هذه الحركة كثيرًا، ويشتهر كريس ويبر باستخدام هذه الحركة للأسفل في الطلاء .
- تمريرة عمياء - تُعرف أيضًا بالتمريرة بدون نظرة، ويتم تنفيذها عندما ينظر اللاعب في اتجاه واحد ولكنه يمرر الكرة إلى هدفه في اتجاه آخر. تعتبر التمريرات العمياء محفوفة بالمخاطر ونادرًا ما يتم تنفيذها، ولكن عندما يتم تنفيذها بشكل صحيح، يمكن أن تربك الدفاع. تم نشر تمريرة عدم النظر من قبل لاعبين مثل بيت مارافيتش وإيزيا توماس وماجيك جونسون ولاري بيرد وجيسون كيد وستيف ناش .
- التمريرة المرتدة - أسلوب تمرير أساسي يتكون من قيام أحد اللاعبين بتمرير الكرة إلى زميله في الفريق عن طريق قذف الكرة عن الأرض بقوة كبيرة. نظرًا لأن الكرة ستكون على مستوى الأرض أثناء مرورها بالمدافع، فإن التمريرة المرتدة الناجحة يمكن أن تؤدي بسهولة إلى مساعدة في التسجيل لأن التمريرة المرتدة يصعب على المدافعين اعتراضها. ومع ذلك، قد يتم اعتراض التمريرة المرتدة بسبب سرعتها البطيئة. وبالتالي، يجب على اللاعب استخدام أفضل حكم له عندما يقرر القيام بمثل هذه التمريرة. يجب أن يتم تنفيذ الحركة بشكل مثالي لأن التمريرة المرتدة قد يتم ركلها عن طريق تبديل اللاعبين بسرعة وقد تكون عملية التقاط صعبة للمستلم المقصود.
- تمريرة الصدر - يتم تنفيذ هذه التمريرة بشكل أفضل من خلال التقدم نحو هدفك بقدم واحدة، ثم رمي الكرة للخارج باتجاه صدره بكلتا يديك أثناء قلب اليدين، وتنتهي بتوجيه الإبهام إلى الأسفل. من الأفضل استخدامه في الملعب المفتوح وعلى المحيط.
- قرش – انظر إسقاط عشرة سنتات .
- طبق - مساعدة.
- إسقاط عشرة سنتات - لتقديم المساعدة
- تمرير الكوع - تم تقديم تمريرة الكوع وسط ضجة كبيرة من قبل جيسون ويليامز ، وهي واحدة من أصعب التمريرات الخادعة التي يمكن تنفيذها. تُعد Elbow Pass بمثابة مكمل مدمر لتمريرة Behind-the-Back ويمكن استخدامها مع العديد من عناصر عدم النظر. الأكثر فعالية في الهجمات السريعة، تمريرة الكوع تتضمن ما يبدو للمدافع أنه تمريرة بسيطة من الخلف، ولكن عندما تعبر الكرة ظهر المارة، يضربها المارة بمرفقه، ويعيد توجيه الكرة نحو الخلف. الجانب الذي بدأ فيه ونأمل أن يترك المدافع (المدافعين) مندهشًا وخارج موقعه. كان ويليامز قادرًا على تنفيذ هذه التمريرة بأقصى سرعة خلال مباراة Rookie All-Star، لكن معظم اللاعبين يواجهون صعوبة في ضرب الكرة بمرفقهم أثناء وقوفهم ساكنين.
- تمريرة القفز - يتم تنفيذ التمريرة بينما تكون أقدام اللاعب المارة مرفوعة عن الأرض. عندما يتم ذلك عن عمد، عادةً عندما يفتح أحد أعضاء الفريق الكرة أثناء التسديد، فقد يؤدي ذلك أحيانًا إلى إرباك المدافع، مما يجعله يعتقد أن المارة يطلق النار بدلاً من التمرير. ومع ذلك، يتم ذلك في بعض الأحيان نتيجة لإغلاق ممر التسديد الخاص باللاعب، وغالبًا ما يؤدي ذلك إلى قيام اللاعب بتسليم الكرة إلى الفريق المنافس. لا يُنصح بهذا النوع من التمريرات بشدة في جميع مستويات كرة السلة، لأنه يترك اللاعب المهاجم عرضة للتقلبات.
- ممر المخرج – تمريرة مرتدة من المرتد لبدء استراحة سريعة .
- تمريرة علوية - أسلوب تمرير أساسي آخر، يُستخدم عن طريق ضرب الكرة فوق الرأس، مثل رمية التماس في كرة القدم. تعتبر هذه التمريرة فعالة بشكل خاص في المساعدة على بدء استراحة سريعة. بعد الارتداد الدفاعي، يمكن أن تسمح التمريرة العلوية أو المنفذة بشكل جيد للاعب المهاجم بالتسجيل بسرعة دون حتى المراوغة عن طريق إمساك الكرة بالقرب من السلة.

#### لقطات
- رصاصة بنك - رصاصة التي تضرب الدرج الخلفي قبل ضرب الحافة أو الذهاب من خلال الشبكة.
- -إطلاق رصاصة تؤدي إلى إعادة التأثير
- إبرك - إطلاق سيئ يبرز من الخلفية أو الحافة دون فرصة للدخول.
- ضرب الزجاجة - سلة في الثواني الأخيرة من اللعبة (قبل صوتا الزجاجة) التي تؤدي في حد ذاتها إلى فوز أو إضافي.
- الغرق - (v) للفوز عن طريق وضع الكرة مباشرة في السلة بأحد أو كلتا اليدين. (n) رصاصة يتم عن طريق الغرق.
- "فايداف" - قفز تم إطلاقه أثناء القفز إلى الوراء، بعيدا عن السلة.
- رمية حرة - محاولة لا معارضة للفوز بسلة، قيمة نقطة واحدة، من خط رمية حرية. عادةً ما يتم منح محاولتين عندما يتم إساءة للاعب في فعل الرمية (يتم منح محاولات ثلاث في حالة إطلاق ثلاث نقاط) ، أو يتم إساءته بشكل واضح، أو عندما يرتكب الفريق المعارض خطأ أثناء تجاوز حدود الإساءة. اعتمادا على تفاصيل الخطأ والقاعدة المحددة، يمكن منح محاولة واحدة أو اثنتين للخطأ التقني.
- رصاصة الرمبة - رصاصة يُرسل فيها اللاعب الهجومي الكرة فوق رأسه باستخدام أبعق يد من السلة، بينما يتحرك عموديًا إلى السلة.
- داخل - خارج - إطلاق يبدو أنه يدخل، ولكن بدلا من ذلك يعود إلى الخارج.
- رصاصة القفز - رصاصة تم إطلاقها أثناء القفز
- التدخل - إطلاق رصاصة قريبة باستخدام يد واحدة لتدفق الكرة فوق الحافة
- وضع - إطلاق رصاصة قريبة باستخدام يد واحدة لضرب الكرة من الدرج الخلفي
- نقاط في اللوحة - أهداف الميدان التي تمت في المنطقة الملوحة تحت خط الرمي الحر
- الصلاة - إطلاق النار التي لديها احتمال ضئيل جدا من أن يتم.
- -إطلاق النار -إطلاق نار بدون مغادرة الأرض
- سلام دونك - إطلاق يُجري مع القفز في الهواء والقوة الكرة في الحافة مع يد واحدة أو كلتا اليدين.
- السويس - (ن) طلقة تمر عبر الشبكة دون أن تضرب الدرج الخلفي أو الحافة. (ف) لإنشاء السويس.
- ثلاث كرات - هدف ساحي ثلاث نقاط
- هدف الميدان ثلاث نقاط - رصاصة، بقيمة ثلاث نقاط، محاولة مع كلتا قدميها خلف خط ثلاث نقاط.
- ثلاث نقاط - هدف ميداني ثلاث نقاط
- وعاء الحمام - عندما تضرب الكرة الحافة على زاوية معينة ثم تتدحور حولها، يمكن أن تدخل أو تخرج.
- تري - هدف ساحي ثلاث نقاط

## تاريخ كرة السلة
تاريخ كرة السلة
- جيمس نايسمث – اخترع كرة السلة عام 1891
  - أولاماليزتلي - كانت كرة السلة تعتمد جزئيًا على لعبة الكرة الأزتيكية القديمة.
  - بوك توك - اعتمد جيمس نايسميث أيضًا في كرة السلة على لعبة كرة المايا القديمة.
- كرة السلة ستة على ستة - نسخة قديمة إلى حد كبير من كرة السلة للسيدات، مع ستة لاعبين في كل فريق بدلاً من خمسة، والتي يُسمح فيها للمهاجمين فقط بتسديد الكرة ويجب عليهم البقاء في المنطقة الأمامية لفريقهم، بينما يجب على الحراس البقاء في المنطقة الخلفية لفريقهم.
- الاتحاد القاري لكرة السلة - كان دوريًا محترفًا لكرة السلة للرجال في الولايات المتحدة، تابعًا لاتحاد كرة السلة الأمريكي .
- جريمة من أربع زوايا - إستراتيجية هجومية للمماطلة أصبحت قديمة بسبب إدخال ساعة التسديد وخط النقاط الثلاث.

### تاريخ الدوري الاميركي للمحترفين
المقالات الرئيسية: تاريخ الرابطة الوطنية لكرة السلة وقائمة مواسم الرابطة الوطنية لكرة السلة
رابطة كرة السلة الأمريكية (BAA)
- 1946–47
- 1947–48
- 1948–49

الرابطة الوطنية لكرة السلة (NBA)

## كرة السلة المنظمة

### الدوريات والهيئات الإدارية
- ايه سي بي- دوري المحترفين الأعلى في إسبانيا، وغالبًا ما يُنظر إليه على أنه ثاني أقوى دوري محلي في العالم بعد الدوري الأمريكي لكرة السلة للمحترفين (NBA) . البداية للإسبانية ("اتحاد أندية كرة السلة").
- كأس أوروبا - مسابقة الأندية عبر الوطنية من المستوى الثاني في أوروبا، يديرها الدوري الأوروبي لكرة السلة ، وهو مشروع مشترك يضم 11 ناديًا أوروبيًا كبيرًا. مشابه للدوري الأوروبي UEFA في اتحاد كرة القدم (كرة القدم).
- اليوروليغ – مسابقة الأندية الأوروبية الكبرى عبر الوطنية، والتي تديرها أيضًا الدوري الأوروبي لكرة السلة. مشابه لدوري أبطال أوروبا في كرة القدم (كرة القدم).
- الاتحاد الدولي لكرة السلة – الاتحاد الدولي لكرة السلة ، وهو اتحاد يضم منظمات وطنية تنظم المسابقات الدولية.
  - كرة السلة في الألعاب الأولمبية الصيفية - أصبحت كرة السلة رياضة أولمبية منذ عام 1936.
  - كأس العالم لكرة السلة فيبا وكأس العالم لكرة السلة للسيدات فيبا – بطولة العالم للمنتخبات الوطنية .
- الدوري الاميركي للمحترفين – الاتحاد الوطني لكرة السلة ، وهو أكبر دوري احترافي في الولايات المتحدة، ويضم أيضًا فريقًا واحدًا في كندا.
  - الدوري الاميركي للمحترفين جي الدوري – الدوري الصغير للاعبين الذين يحاولون الوصول إلى الدوري الاميركي للمحترفين
- الرابطة الوطنية لرياضة الجامعات - الرابطة الوطنية لألعاب القوى الجماعية ، وهي الهيئة الإدارية الأساسية للرياضات بين الكليات في الولايات المتحدة. كما أن البطولات الوطنية التي تديرها هذه الهيئة، وخاصة بطولات القسم الأول للرجال والسيدات . توجد هيئة لا علاقة لها بنفس الاسم في الفلبين.
- NFHS - الاتحاد الوطني لاتحادات المدارس الثانوية الحكومية ، وهو الهيئة التي تضع قواعد الرياضة في المدارس الثانوية في الولايات المتحدة، بما في ذلك كرة السلة.
- أوليب - منظمة تعاونية لبطولات كرة السلة الاحترافية في أوروبا، قامت بإدارة الدوري الأوروبي وكأس أوروبا قبل تسليم المسؤولية إلى شركة اليوروليغ. الاسم هو اختصار فرنسي لعبارة "اتحاد الدوريات الأوروبية لكرة السلة".
- WNBA - الاتحاد الوطني لكرة السلة للسيدات ، وهو أكبر دوري محترف لكرة السلة للسيدات في الولايات المتحدة.

### إحصائيات
- 5×5 - ما لا يقل عن 5 في جميع فئات الإحصائيات الإيجابية (النقاط، المرتدات، التمريرات الحاسمة، السرقات، والكتل).
- ضعف الضعف - أرقام مكونة من رقمين في فئتين إحصائيتين إيجابيتين (مثال: 12 نقطة، 14 كرة مرتدة)
- ترليون واحد - تظهر نتيجة الصندوق دقيقة لعب واحدة وصفرًا لجميع الإحصائيات الأخرى، مما يؤدي إلى واحد متبوعًا باثني عشر صفرًا - العرض الأمريكي التقليدي " تريليون ".
- رباعية مزدوجة - أرقام مكونة من رقمين في أربع فئات إحصائية إيجابية (مثال: 12 نقطة، 14 كرة مرتدة، 10 تمريرات حاسمة، 10 سرقة)
- ثلاثي مزدوج - أرقام مكونة من رقمين في ثلاث فئات إحصائية إيجابية (مثال: 12 نقطة، 14 كرة مرتدة، 10 تمريرات حاسمة)

## الشخصيات المؤثرة في رياضة كرة السلة

### المساهمين
- الدكتور جيمس نايسميث – مخترع الرياضة .
- داني بيازوني – روجت لساعة التسديد، وهو ابتكار يُعتقد على نطاق واسع أنه أنقذ الدوري الاميركي للمحترفين في الخمسينيات. على الرغم من أنه لم يبتكر مفهوم ساعة التسديد، إلا أن مدة الـ 24 ثانية المستخدمة من قبل الدوري الاميركي للمحترفين والاتحاد الدولي لكرة السلة هي فكرته.
- ديفيد ستيرن – مفوض الدوري الاميركي للمحترفين من عام 1984 إلى عام 2014، وكان له الفضل في رعاية نمو الدوري الاميركي للمحترفين خلال فترة ولايته. أيضًا القوة الدافعة الرئيسية وراء إنشاء WNBA.
- ديك فيتالي - مدرب جامعي ومحترف سابق حقق شهرة كمذيع مسرحي لكرة السلة الجامعية على ESPN. كان لاعباً أساسياً مع ESPN منذ إنشاء الشبكة في عام 1979، وهو معروف بأسلوبه الإعلاني الحماسي والمفرط النشاط في كثير من الأحيان.

### اللاعبين
- كريم عبد الجبار - قائد التهديف طوال الوقت في تاريخ الدوري الاميركي للمحترفين، الحائز على ستة ألقاب في الدوري الاميركي للمحترفين (واحد مع ميلووكي باكس وخمسة مع لوس انجليس ليكرز) وستة جوائز أفضل لاعب في الدوري الاميركي للمحترفين.
- طير لاري - أحد أعظم المهاجمين في تاريخ الدوري الاميركي للمحترفين، قاد بيرد فريق بوسطن سيلتيكس أثناء قتالهم مع لوس أنجلوس ليكرز من أجل تفوق الدوري الاميركي للمحترفين خلال الثمانينيات. كان تنافسه الشخصي (الودي) مع ماجيك جونسون (أدناه) قوة رئيسية في نمو الدوري الاميركي للمحترفين في الثمانينيات وما بعدها.
- ويلت تشامبرلين - يمكن القول إن تشامبرلين هو اللاعب الأكثر هيمنة بدنيًا في تاريخ كرة السلة، وكان أحد أبرز الهدافين والمرتدين في الدوري الاميركي للمحترفين خلال الستينيات وحتى أوائل السبعينيات.
- تشاك كوبر ، ناثانيال كليفتون ، إيرل لويد – أول ثلاثة أمريكيين من أصل أفريقي في الدوري الاميركي للمحترفين. كان كوبر أول من تمت صياغته من قبل فريق الدوري الاميركي للمحترفين، وكان كليفتون أول من وقع عقد الدوري الاميركي للمحترفين الذي ظهر في إحدى المباريات، ولويد أول من لعب بالفعل في الدوري. كليفتون ولويد موجودان في قاعة المشاهير كمساهمين.
- ستيفن كاري - أحد وجوه الدوري الاميركي للمحترفين اليوم وواحد من أعظم الرماة في تاريخ الدوري الاميركي للمحترفين. تم اختياره كأفضل لاعب في الدوري الاميركي للمحترفين في عام 2015 وبالإجماع في عام 2016.
- يوليوس ايرفينغ - المعروف باسم "دكتور جي"، أحدث ثورة في أسلوب جديد لكرة السلة أكد على اللعب فوق الحافة في السبعينيات والثمانينيات. لاعب نجم في كل من ABA وNBA ، قام إيرفينغ بنشر توقيعه "slam dunk"، وساعد في تحفيز ارتفاع شعبية الدوري الاميركي للمحترفين في العصر الحديث.
- ليبرون جيمس - أفضل لاعب في الدوري أربع مرات، وبطل ثلاث مرات، ويمكن القول إنه الوجه الحالي للدوري الاميركي للمحترفين.
- ماجيك جونسون - أحد أعظم القادة في تاريخ الدوري الاميركي للمحترفين، قاد جونسون فريق شوتايم ليكرز في الثمانينيات ولعب دورًا رئيسيًا في نمو الدوري الاميركي للمحترفين منذ عام 1980.
- مايكل جوردن - نال استحسانا واسع النطاق باعتباره أعظم لاعب في التاريخ، وكان قائد الدوري الاميركي للمحترفين على الإطلاق في متوسط تسجيل الأهداف هو وجه سلالة شيكاغو بولز في التسعينيات، وحتى الدوري الاميركي للمحترفين ككل.
- جورج ميكان - يعتبر ميكان أول نجم حقيقي في الدوري الاميركي للمحترفين، وقد لعب لفريق منيابولس ليكرز وقادهم إلى 5 ألقاب الدوري الاميركي للمحترفين في 6 مواسم. يُشار إليه باعتباره رائدًا للرجال الكبار في كرة السلة ، من خلال تسديداته المرتدة وصد التسديدات والتسديدات الخطافية .
- ديرك نوفيتسكي - أول لاعب تدرب في أوروبا يحصل على لقب أفضل لاعب في الدوري الاميركي للمحترفين، وكان نوفيتسكي نجم كل النجوم الدائم لفريق دالاس مافريكس ، وقادهم إلى بطولة الدوري الاميركي للمحترفين في عام 2011.
- شاكيل اونيل - ربما هو المركز الأكثر هيمنة بدنيًا منذ تشامبرلين، وأحد أكبر نجوم الدوري الاميركي للمحترفين في معظم التسعينيات والعقد الأول من القرن الحادي والعشرين.
- درازين بتروفيتش – أول لاعب تدرب أوروبيًا وكان له تأثير كبير في الدوري الاميركي للمحترفين. توفي في حادث سيارة عام 1993 عندما كان على وشك النجومية في الدوري الاميركي للمحترفين.
- أوسكار روبرتسون - "The Big O" هو الأول من بين لاعبين اثنين فقط حققا متوسطًا ثلاثيًا مزدوجًا لحملة كاملة في موسم 1961–62 ، وقد اشتهر بقدراته كصانع ألعاب وهداف. وفي وقت لاحق ساعد كريم عبد الجبار في الفوز ببطولة الدوري الاميركي للمحترفين لميلووكي باكس في عام 1971.
- بيل راسل - محور سلالة بوسطن سيلتيكس في الخمسينيات والستينيات من القرن الماضي، حيث فاز بـ 11 لقبًا في الدوري الأمريكي للمحترفين بينما أثبت نفسه كواحد من أعظم المدافعين والمرتدين في التاريخ.
- جيري ويست - كان ويست واحدًا من أعظم حراس التحرير والسرد في الدوري الاميركي للمحترفين، حيث كان قويًا بنفس القدر في الهجوم والدفاع. كان معروفًا أيضًا بصنع السلال الرئيسية في المراحل المتأخرة من المباريات، مما أكسبه لقب "السيد كلاتش". أُطلق عليه لاحقًا لقب "الشعار"، لأنه كان نموذجًا لشعار الدوري الاميركي للمحترفين الحالي.
- ياو مينغ – وجه كرة السلة في الصين في العقد الأول من القرن الحادي والعشرين. أول نجم صيني في الدوري الأمريكي لكرة السلة للمحترفين، وأول نجم في الدوري الأمريكي للمحترفين رقم 1 بشكل عام، وُلد وتدرب خارج الولايات المتحدة.

### المدربين
- ريد أورباخ - مهندس فريق بوسطن سيلتيكس من عام 1950 حتى وفاته في عام 2006، فاز بتسعة ألقاب في الدوري الاميركي للمحترفين كمدرب رئيسي وسبعة ألقاب أخرى كمدير عام ورئيس للفريق.
- جينو أوريما - مدرب يوكون هوسكيس الحالي للسيدات ؛ الفائز بـ 11 لقبًا من الرابطة الوطنية لرياضة الجامعات، بما في ذلك ستة مواسم دون هزيمة وسلسلة انتصارات منفصلة في القسم الأول من الرابطة الوطنية لرياضة الجامعات بـ 70 و90 و111 مباراة. وهو أيضًا مدرب رئيسي سابق للمنتخب الوطني الأمريكي للسيدات .
- لاري براون - يعتبر براون أحد أعظم المدربين في تاريخ كرة السلة، وكان فائزًا مثبتًا في كل من كرة السلة الجماعية والمحترفة. إنه المدرب الوحيد الذي فاز ببطولة NCAA الوطنية (مع كانساس في عام 1988) وبطولة الدوري الاميركي للمحترفين (في عام 2004 مع ديترويت بيستونز).
- تشاك دالي - بدأت مسيرة دالي التدريبية بنجاح كبير في Ivy رابطة اللبلاب كمدرب رئيسي لفريق بن. ثم قاد دالي ديترويت بيستونز إلى ألقاب الدوري الاميركي للمحترفين المتتالية في عامي 1989 و1990، كما درب فريق الأحلام على الميدالية الذهبية في دورة الألعاب الأولمبية الصيفية لعام 1992 .
- ريد هولزمان - اشتهر هولزمان بتدريبه فريق نيويورك نيكس للفوز بلقبين في دوري كرة السلة الأمريكي للمحترفين عامي 1970 و 1973. اشتهرت فرقه بالعمل الجماعي القوي والدفاع القوي واللعب غير الأناني في الهجوم.
- فيل جاكسون - فاز بـ 11 لقبًا في دوري كرة السلة الأمريكي للمحترفين كمدرب رئيسي، ستة منها مع فريق شيكاغو بولز في التسعينيات، وخمسة مع لوس أنجلوس ليكرز في القرن الحادي والعشرين.
- بوب نايت - حقق نايت نجاحًا كبيرًا رغم أنه مثير للجدل في كثير من الأحيان، واشتهر بفترة عمله الطويلة في جامعة إنديانا ، حيث فاز بثلاثة ألقاب في الرابطة الوطنية لرياضة الجامعات (NCAA). تقاعد كأفضل مدرب في تاريخ القسم الأول للرجال. منذ أن تجاوزه تلميذه مايك كريزيزويفسكي.
- مايك كرزيزيفسكي - لاعب سابق، نجح "المدرب" في إعادة بناء فريق دوق بلو ليصبح واحدًا من أقوى برامج NCAA للرجال، مع خمسة ألقاب NCAA في رصيده. تجاوز نايت باعتباره المدرب الفائز في القسم الأول للرجال في موسم 2011-12. وهو أيضًا مدرب رئيسي سابق للمنتخب الأمريكي للرجال، حيث قاد "فريق الاسترداد" إلى الميدالية الذهبية الأولمبية في عام 2008 وتكرر ذلك في عامي 2012 و2016.
- جون كوندلا - قام كوندلا بتدريب أول فريق عظيم في دوري كرة السلة الأمريكي للمحترفين، فريق منيابولس ليكرز في أوائل الخمسينيات من القرن الماضي. قاد كوندلا فريقًا من بطولة جورج ميكان، وقاد فريق ليكرز إلى 5 ألقاب في الدوري الاميركي للمحترفين في 6 سنوات.
- نانسي ليبرمان - على الرغم من شهرتها كواحدة من أفضل اللاعبات في التاريخ، إلا أنها صنعت التاريخ أيضًا كأول امرأة تدرب فريقًا في دوري كرة السلة الأمريكي للمحترفين (NBA) أو الدوري الأمريكي لكرة السلة للمحترفين (NBA ). ظهرت لأول مرة في تدريب فريق تيكساس ليجاند في 17 نوفمبر 2010.
- جريج بوبوفيتش - فاز بوبوفيتش بجائزة أفضل مدرب في الدوري الأمريكي لكرة السلة ثلاث مرات، وقد درب فريق سان أنطونيو سبيرز للفوز بخمسة ألقاب في الدوري الأمريكي للمحترفين منذ عام 1996، وفاز بعدد أكبر من المباريات (الموسم العادي والتصفيات مجتمعة) أكثر من أي مدرب آخر في الدوري الأمريكي للمحترفين. خلف كريزيزويسك كمدرب منتخب الولايات المتحدة الأمريكية للرجال بعد أولمبياد 2016.
- بات رايلي - فاز أيضًا بجائزة أفضل مدرب في الدوري الاميركي للمحترفين 3 مرات. قام رايلي بتدريب فريق لوس أنجلوس ليكرز لأول مرة على الفوز بأربعة ألقاب في دوري كرة السلة الأمريكي للمحترفين في الثمانينيات، وشكل سلالة تعرف باسم "شوتايم". ثم قام بتدريب فريق نيويورك نيكس في منتصف التسعينيات، وأخيراً خدم مرتين كمدرب لفريق ميامي هيت، وفاز باللقب الخامس في عام 2006.
- أدولف روب - المهندس الرئيسي لتقاليد كرة السلة في جامعة كنتاكي ، والذي فاز بأربعة ألقاب في الرابطة الوطنية لرياضة الجامعات (NCAA) وتقاعد باعتباره المدرب الفائز في القسم الأول للرجال.
- دين سميث - أعاد تأسيس تقاليد كرة السلة في جامعة نورث كارولينا ، متجاوزًا روب باعتباره المدرب الفائز في القسم الأول للرجال في هذه العملية. تقاعد بلقبين من الرابطة الوطنية لرياضة الجامعات (NCAA) على طول الطريق وسجل 879 انتصارًا في مسيرته.
- بات ساميت - المدير الفني لفريق متطوعات تينيسي لمدة 38 موسمًا حتى تقاعده في عام 2012؛ الفائز بثمانية ألقاب NCAA وأول مدرب (رجال أو سيدات) يفوز بـ 1000 مباراة في لعب NCAA.
- جون وودن - أسطورة جامعة كاليفورنيا في لوس أنجلوس الذي قاد فريق بروين إلى سبعة ألقاب متتالية في الرابطة الوطنية لرياضة الجامعات (NCAA) و10 ألقاب في 12 عامًا، مع أربعة مواسم دون هزيمة وسلسلة انتصارات مكونة من 88 مباراة، ولا يزال رقمًا قياسيًا في لعب الرجال في القسم الأول.

## الاختلافات والألعاب المماثلة
- كرة السلة الترفيهية - حيث يسود المرح والترفيه والصداقة الحميمة بدلاً من الفوز باللعبة

### متغيرات رقم اللاعب
- 3x3 – نسخة رسمية من لعبة كرة السلة ثلاثية ضد ثلاثة في نصف الملعب أنشأها الاتحاد الدولي لكرة السلة في عام 2007، ويتم الترويج لها حاليًا بشكل كبير من قبل الاتحا د. ال.، رد معروف في الأصل باسم فيبا 33.

### لعب المتغيرات المتوسطة
- كرة السلة الشاطئية - تُلعب على الشواطئ في ملعب دائري بدون لوحة خلفية ولا قاعدة خارج الحدود، مع تحريك الكرة عن طريق التمريرات أو خطوتين ونصف، حيث أن المراوغة شبه مستحيلة على الرمال.
- كرة الشارع – يتم لعب الاختلاف عادةً في الملاعب الخارجية، مع قواعد تختلف بشكل كبير من ملعب إلى آخر. في معظم الإصدارات لا توجد رميات حرة، ويُسمح بالحمل والسفر والمراوغة المزدوجة.
- كرة السلة المائية - اللعب في حمام السباحة مع طوق عائم بدون لوح، يجمع بين قواعد كرة السلة وكرة الماء.

### ركوب المتغيرات
- كرة سلة الحمار - لعبت هذه النسخة على ظهور الحمير، وتعرضت لهجوم من جماعات حقوق الحيوان.
- كرة الخيل – لعبة تُلعب على ظهور الخيل حيث يتم التعامل مع الكرة وتسجيل النقاط عن طريق تسديدها عبر شبكة عالية (حوالي 1.5 م × 1.5 م). إنه مزيج من لعبة البولو والرجبي وكرة السلة.
- كرة السلة بالدراجة الهوائية الأحادية العجلة - يتم لعبها باستخدام كرة السلة المنظمة في ملعب كرة سلة عادي بنفس القواعد، على سبيل المثال، يجب على اللاعب مراوغة الكرة أثناء الركوب.
- كرسي متحرك لكرة السلة – مصممة للأشخاص المعاقين على الكراسي المتحركة وتعتبر من أهم رياضات المعاقين التي تمارس.

### متغيرات مجموعة الاهتمامات الخاصة
- مدارس وأكاديميات كرة السلة – حيث يتم تدريب الطلاب على تطوير أساسيات كرة السلة، وإجراء تمارين اللياقة البدنية والتحمل وتعلم مهارات كرة السلة المختلفة. يتعلم طلاب كرة السلة الطرق الصحيحة للتمرير، والتعامل مع الكرة، والمراوغة، والتسديد من مسافات مختلفة، والارتداد، والحركات الهجومية، والدفاع، ورمي الكرة، والشاشات، وقواعد كرة السلة وأخلاقيات كرة السلة. ومن الشائع أيضًا معسكرات كرة السلة التي يتم تنظيمها لمناسبات مختلفة، غالبًا للاستعداد لأحداث كرة السلة، وعيادات كرة السلة لتحسين المهارات.
- كرة السلة للمعاقين تمارسها فئات مختلفة من المعاقين مثل:
  - كرة السلة بانك شوت [13] -
  - كرة السلة للصم - كرة السلة يلعبها الصم. على الرغم من صافرات اللعبة العديدة بسبب طبيعة اللعب "عدم الاتصال"، فقد تكيف اللاعبون الصم بشكل جيد مع قراءة تدفق اللعبة ويمكنهم بسهولة معرفة متى تم ارتكاب خطأ. تُستخدم لغة الإشارة أيضًا لتوصيل قرارات الحكام والتواصل بين اللاعبين.
  - كرسي متحرك لكرة السلة – تعتمد على كرة السلة ولكنها مصممة للأشخاص ذوي الإعاقة على الكراسي المتحركة وتعتبر من أهم الرياضات التي يمارسها الأشخاص ذوي الإعاقة.
- كرة السلة للكلية والجامعة – لعبت في المؤسسات التعليمية للتعليم العالي.
  - الرابطة الوطنية لألعاب القوى الجماعية (NCAA) – كرة السلة بين الكليات، والمعروفة باسم كرة السلة الجامعية في الولايات المتحدة على الرغم من أنها تُلعب أيضًا في معظم الجامعات في البلاد.
- كرة السلة العرقية والدينية - من أمثلة كرة السلة العرقية الدوري الهندي الباكستاني أو الروسي أو الأرمني في الولايات المتحدة أو كندا، على سبيل المثال، أو دوري كرة السلة الفلبيني المغتربين في الخليج أو الولايات المتحدة. تشمل كرة السلة القائمة على الدين، على الأخص، بطولات كرة السلة المسيحية ذات الصلة بالكنيسة، ودوريات كرة السلة اليهودية والمسلمة والهندوسية، وما إلى ذلك أو البطولات المذهبية مثل بطولات كرة السلة القبطية والسريانية/الآشورية في الولايات المتحدة أو كندا.
- كرة سلة منتصف الليل - مبادرة كرة السلة للحد من الجريمة داخل المدن في الولايات المتحدة وأماكن أخرى من خلال إبعاد شباب المناطق الحضرية عن الشوارع وإشراكهم في البدائل الرياضية للمخدرات والجريمة.
- كرة سلة مصغرة - يلعبها الأطفال دون السن القانونية.
- كرة سلة ماكسي - يلعبها المزيد من الأفراد المسنين.
- ريزبال ، اختصار لـ كرة الحجز، هو المتابعين المتحمسين للأمريكيين الأصليين لكرة السلة، وخاصة أسلوب اللعب الخاص بفرق الأمريكيين الأصليين في أجزاء من غرب الولايات المتحدة.
- كرة السلة في السجن, تمارس في السجون والمؤسسات العقابية. كما تلعب المجموعات التبشيرية الدينية النشطة لكرة السلة كرة السلة مع السجناء. طورت بعض السجون دوريات كرة السلة الخاصة بها. في بعض الأحيان، يجوز لغير السجناء اللعب في مثل هذه الدوريات، بشرط أن تُلعب جميع مباريات الذهاب والإياب داخل محاكم السجن. أصدر المخرج السينمائي جيسون موريارتي فيلمًا وثائقيًا يتعلق بالرياضة بعنوان Prison Ball .
- كرة السلة في المدرسة أو المدرسة الثانوية - تعتبر رياضة كرة السلة واحدة من الرياضات الأكثر ممارسة وشعبية في جميع الأنظمة المدرسية.

### عرض كرة السلة
عرض كرة السلة تؤدّيها فرق عروض كرة السّلة التّرفيهية، مثل فريق هارلم جلوبتروترز . فرق ترفيهية متخصصة تشمل:
- كرة السلة المشاهير - فرق من المشاهير (الممثلين والمغنين، وما إلى ذلك) يلعبون في دورياتهم الخاصة أو في الأماكن العامة، غالبًا للترفيه والمناسبات الخيرية؛
- كرة السلة القزمة - فرق من الرياضيين ذوي القامة القصيرة تقدم عروضًا باستخدام كرة السلة؛
- سلامبول – يتم تقديمها كفعاليات ترفيهية.

### أشكال اللعبة البديلة
- كرة السّلة الخيالية – لعبة يقوم فيها المشاركون بدور المالكين لبناء فريق كرة سلة يتنافس ضد مالكي فريق كرة السلة الخيالي الآخرين [14] بناءً على الإحصائيات التي تم إنشاؤها بواسطة اللاعبين الفرديين الحقيقيين.

### الفوائد العرضية
تشمل الفوائد العرضية لكرة السّلة الّتي أصبحت الآن رياضات منفصلة ما يلي:
- كورفبال - يلعبها فريقان يتكون كل منهما من ذكرين وامرأتين، على ملعب مقسم إلى منطقتين، لكل منطقة عمود (بدون لوح خلفي) مع طوق بدون شبكة في الأعلى. على عكس كرة السلة، حيث يتم وضع الأطواق في نهايات الملعب، في كورفبول يتم وضع الأطواق بشكل جيد داخل المناطق.
- كرة الشبكة - تلعب بين فريقين يتكون كل منهما من سبعة لاعبين على ملعب مستطيل مقسم إلى أثلاث، مع وجود طوق شبكي مرتفع (بدون لوح خلفي) في كل طرف قصير.
- سلامبول – شكل من أشكال كرة السلة يتم لعبه بثلاثة ترامبولين أمام كل شبكة. يتم لعبها "بالاتصال الكامل" ولها ألواح حول الملعب.

## أنظر أيضا
- فهرس مقالات كرة السلة
- كرة السلة.

## روابط خارجية
- Basketball على مشروع الدليل المفتوح
- Basketball.com website
- Eurobasket website
- Basketball-Reference.com: Basketball Statistics, Analysis and History
- Ontario historical plaque – Dr. James Naismith

- متحف نايسميث وقاعة مشاهير كرة السلة – ألمونتي، ON
- قاعة مشاهير كرة السلة – سبرينجفيلد، MA
- هوبيديا – كرة السلة ويكي (التي تستضيفها الدوري الاميركي للمحترفين)
- أبطال الرياضة في مسقط رأسهم
- تغييرات جديدة في قواعد كرة السلة في المدرسة الثانوية

المنظمات
- كرة السلة في الألعاب الأولمبية
- الاتحاد الدولي لكرة السلة
- الرابطة الوطنية لكرة السلة
- الرابطة الوطنية لكرة السلة للسيدات
- الاتحاد القاري لكرة السلة (أقدم دوري في العالم)
- الرابطة الوطنية لكرة السلة على الكراسي المتحركة